# Nguyễn Thị Ngọc Vinh
Nguyễn Thị Ngọc Vinh (chữ Hán: 阮氏玉榮, 1724 - 13 tháng 1, 1764), còn có tên khác là Nguyễn Thị Bản, là Chính phi của chúa Nghị Tổ Ân vương Trịnh Doanh, mẹ đích của chúa Trịnh Sâm dưới thời Lê Trung Hưng trong lịch sử Việt Nam.

## Thân thế
Chính phi Nguyễn Thị Ngọc Vinh xuất thân từ gia tộc Nguyễn Mậu, thủy tổ là Nguyễn Mậu Nghi, công thần trong thời Trung Hưng của nhà Lê. Phụ thân của bà là ông Nguyễn Mậu Du, về sau được truy phong là Luân Trung công và ban cho họ Trịnh. Nguyên quán của bà ở xã Thạnh Mỹ, huyện Lỗi Dương, nay thuộc tỉnh Thanh Hóa. Bà sinh ngày 13 tháng 1 âm lịch năm Giáp Thìn (1724). Từ thuở nhỏ đã được theo học các môn cầm kỳ thi họa, rất giỏi thơ phú và có sở trường làm thơ Quốc âm thể lục bát.
Năm 17 tuổi (1740) bà được tiến vào phủ Chúa làm Cung tần. Chúa Trịnh thấy bà xinh đẹp lại làm thơ hay nên rất sủng ái, thắc phong làm Chính cung Vương phi và yêu quý như vàng, nên người ta hay gọi là Đức Bà Vàng. Tôn phong là Trang Từ Thục Hành Khiêm Nhu Cung Ý Bảo Dực Sùng Đức Địch Triết Hoằng Hưu Chính phi. Bà có với Chúa một người con trai là Mẫn Tuệ công Trịnh Nhuận (mất sớm)  và một người con gái là Tiên Dung quận chúa Trịnh Thị Ngọc Nhuận,, tục gọi là Bà Chúa Đỏ. Trong khi người con kế tự của Chúa là Trịnh Sâm do bà Hoa dung họ Nguyễn Đình sinh ra.
Tương truyền bà phi thông thạo chữ Hán lại giỏi quốc âm (chữ Nôm), khách làng văn không mấy ai không biết tiếng. Nhưng tác phẩm của Vương phi không phổ cập đến đại chúng nên sau khi nhà Trịnh bị diệt các tác phẩm của bà đều bị thất lạc.
Từ khi Vương phi được đắc sủng với nhà chúa, phụ thân của bà là ông Nguyễn Mậu Du cũng nhanh chóng thăng quan tấn tước. Từ Lĩnh quân trung tiệp dần thăng Đại đô đốc, Đại tư mã,  Đại tư đồ, tước Luân Trung công (phong ngay khi còn sống), lại ban cho Vương tính gọi là Trịnh Du. Do chức Quốc lão về hưu rồi lại được gọi về làm Chưởng phủ sự; lúc mất (1765) tặng là Khiêm công, tên thụy Trung Hậu và gia phong phúc thần.

## Hành trạng

### Can dự kết quả khoa cử
Vì được sự sủng ái của nhà Chúa, bà Chính phi Nguyễn Mậu có can dự vào công việc triều chính, thậm chí có hành vi tư túi cho người thân trong những kỳ thi cử. Sách Vũ trung tùy bút của Phạm Đình Hổ kể lại sự tích khoa thi năm Giáp Tuất (1754), khi đó bà Chính phi có người em là Nguyễn Mậu Dĩnh, vốn không mấy thực tài, cũng tham gia vào kì thi ấy. Bà đã mua chuộc các quan chấm thi và mật bảo kẻ lại phòng chuyên làm nhiệm vụ trong trường thi tìm quyển của Mậu Dĩnh đánh dấu để quan chấm thi biết. Vì thế Mậu Dĩnh vượt qua được cả 3 kỳ khảo hạch đầu trong tứ trường. Nhưng đến kỳ thứ 4, thì bài của Dĩnh không hiểu sao đã bị đánh rớt. Chính phi bèn xin với Chúa cho lấy những quyển văn chương uẩn súc trong các bài thi hỏng đem tiến trình, và cho mình rút lấy một quyển lấy đỗ với lý do cho rộng đường cầu lấy nhân tài. Chúa vẫn theo lời bà phi, đem những bài đánh hỏng cho bà rút. Bài của Mậu Dĩnh được dặn là đánh dấu đặc biệt, nhưng người lại phòng do hoang mang chỉ nhớ tên Dĩnh, vì thế đánh nhầm vào một sĩ tử là Võ Huy Dĩnh, kết quả Huy Dĩnh là người được trúng cách. Tác giả Phạm Đình Hổ cho rằng đây là chuyện "học tài thi phận", có khi thi đỗ cũng là nhờ may mắn.

### Khơi mào mâu thuẫn cung đình
Quận chúa Ngọc Nhuận rất được Chúa thương yêu, coi như minh châu trên tay, dân gian vì thế hay gọi quận chúa là Bà chúa Đỏ. Chính phi nhân đó xin gả Quận chúa cho Thái tử Lê Duy Vĩ, con trưởng của vua Lê Hiển Tông, để ngày sau làm Hoàng hậu. Chúa Trịnh bằng lòng cho. Tháng 9 năm 1759, Chúa gả Tiên Dung quận chúa cho Thái tử Vĩ, nhưng đến tháng 7 năm sau thì bà chúa Đỏ lại qua đời.
Thái tử Vĩ tư chất thông minh, lại ngầm có ý khôi phục quyền bính cho nhà vua; điều này khiến Trịnh Sâm mang lòng ghen ghét. Một hôm Thái tử vào phủ Chúa, Trịnh Doanh mời ăn cơm cùng với Thế tử Trịnh Sâm, cho con trai và con rể cùng ngồi vào một mâm. Chính phi ngăn lại, bảo rằng
Thế tử cùng Thái tử là danh phận vua tôi, há nên rồi cùng một mâm
Bèn bắt Sâm ra ăn ở chỗ khác. Sâm giận, bẻ đũa không ăn, rồi thề rằng ngày sau với Thái tử tất một người sống, một người chết. Hậu quả của sự việc là khi Trịnh Sâm lên ngôi Chúa và vu oan để phế truất rồi bức tử Thái tử Vĩ vào năm 1769.

### Sự kiện đánh ghen và bài thơ giải oan
Sau này khi tuổi tác đã lớn, bà phi ngày càng sợ đánh mất quyền thế của mình, vì thế bà càng ra sức ngăn cấm các cung tần tiếp kiến nhà Chúa. Càng ngày bà càng cậy quyền không kiêng sợ gì nữa, đến đỉnh điểm là sự kiện tháng Chạp năm Lê Cảnh Hưng thứ 20 (1760). Khi đó Chúa Trịnh Doanh sai viên Hoàng môn vời cung tần là Thị Mỹ đến hầu tẩm, bà phi trông thấy đã nổi cơn ghen và cầm hộp trầu bằng vàng ném vào Thị Mỹ. Không may lại ném trúng vào người Chúa. Chúa Trịnh giận lắm, quan A bảo tên là Phiêu công trông thấy như vậy, lấy lụa đỏ bao tay mình, rồi dắt bà phi đuổi ra ngoài cửa phủ, giam tại bản dinh chợ huyện, ngoài thành Thăng Long, và những khí vật ở trong tẩm điện, đều sai đào đất sâu ba thước mà lấp đi. Ở trong lãnh cung, bà phi hối hận, bèn làm hai bài tự tình vãn bằng quốc âm, lời lẽ rất hay, đưa vào cho chúa, mong chúa cảm ngộ. Chúa xem rồi, sinh lòng cảm động một cách lạ thường, rồi sai xe Loan ra rước bà về. Hai bài thơ ấy như sau

Trời cao muôn dặm thẳm xa,
Quảng Hàn nỡ để Hằng Nga lạnh lùng.
Tưởng nguồn cơn khéo chạnh lòng
Trách duyên, dám trách cửu trùng thắm phai.
Vả tôi kém sức, phạp tài
Nhằm thương muôn đội lượng giời chở che.
Xét mình bồ liễu le te
Dám rằng cù mộc dám khoe hảo cầu.
Phận thường mọn mảy nữ lưu,
Muôn trông xét biết ái ưu ghi lòng.
Sách vàng rỡ rỡ đề phong
Những mong xứng chỉ chút công báo đền.
Tuy rằng kỳ ngộ thiên duyên
Gót đầu toàn đội ơn trên tài bồi.
Non ân, bể đức bằng giời
Muôn phần báo đáp chưa vời một ly.
Trộm xem trên cả nhân nghì
Vậy nên ai-nấy bấc chì mỉa mai.
Tay đâu bưng được miệng ai
Nắng mưa cũng tiếng mỉa mai lọ là.
Thấy chiều thưa nguyệt phai hoa
Thừa cơ dễ khiến gièm pha nhiều điều
Nghĩ rằng đức Thuấn, nhân Nghiêu
Chở che dù có đăm triêu dày vò.
Chắc rằng sông núi hẹn hò
Hay đâu bể ái chút dò cũng hao.
Đạo mầu há dám rằng sao
Canh chầy võ võ lầu cao nguyệt tà.
Tưởng khi cầm sắt khúc hòa
Trăm năm cù mộc một nhà trúc mai.
Bây giờ tin diễn vãng lai
Cửa ngăn dây gió, nguyệt cài then sương.
Tưởng khi đầm ấm thiên hương
Ngửa trông một nghĩa để gương muôn đời.
Bây giờ gần bến xa rời?
Một lòng khôn ngỏ, nhiều lời nể-nang.
Tưởng khi lạm sánh nhà vàng
Nghìn vàng dễ chuốc một trường mộng xuân.
Bây giờ cách diễn ải lần,
Một bề trực đức chín lần khôn thâu.
Càng phen càng bối rối sầu
Ngu trung dễ thấu nhuộm mầu thiên cơ.
Cớ chi nên nỗi sinh sơ,
Bâng khuâng chí ước, ngẩn ngơ giạ phiền,
Ví còn chồi quế non Yên
Thì chi đến nỗi nhiều phiên thế này.
Nhởn nhơ song giạ khôn khuây
Buồn xem bế nữ nước mây thêm nhừng.
Nhiều phen lửa trận vang lừng
Bồ hòn đã đắng thì gừng lại cay.
Nào khi giá ngự bình tây,
Cần lao dám ngại gió lay sương hàn.
Dày êm gối biếng ngôi Càn
Tấc gang nỡ để mấy ngàn riêng tây
Vụng lầm vả tiếng một ngày
Nỡ cho kẻ mọn sánh bày rao ca.
Quản bao phận tiện dã hoa
Nữa trong thể thống quốc gia dường nào.
Dám xin tài quyết lượng cao,
Quyền cương nỡ để thay trao kẻ ngoài.
Vững phù mạch nước lâu giài
Dẫu sao thì cũng là người nhà vương
Trót đà lạm dự tào khang
Trị bình cũng lấy tam cang làm đầu.
Ngập ngừng kể lấy sự đầu
Bút hoa mấy chữ, lệ châu đôi hàng.
Cả lòng xin trước nhà vàng
Cậy gương nhật nguyệt rỡ ràng chiếu lâm.
Nghìn năm khắc cốt minh tâm.
Kẻo buồn nỗi chữ tình thâm thế cười.
Nền vương nghiệp rạng giữa giời,
May nhờ hồng phúc muôn đời lâu xa.

Lại có một bài thơ rằng:

Mọn mảy muôn trông đức cửu trùng
Trời cao đất rộng kể khôn cùng
Trâm gieo bệ ngọc còn e lệ,
Hương bén phòng tiêu luống ngại ngùng
Đếm tóc chưa đền ơn thánh đức
Giắt tơ nay cậy sức thiên công
Khôn trình ước giãi niềm trung ái
Ngõ vẹn công sau đạo thuận tòng

Bài ca Nôm này được đời sau truyền tụng rất nhiều, do vậy đã được chép vào sách Kim văn loại tụ. Hiện nay vẫn còn một bản chép lưu giữ ở Thư viện Viện Nghiên cứu Hán Nôm.

### Hậu sự
Ngày 13 tháng 1 năm 1764, Chính phi Nguyễn Thị Ngọc Vinh mất, hưởng dương 40 tuổi, được ban thụy hiệu là Trang Trinh Chính phi. Chúa Trịnh Doanh vô cùng thuơng xót. Đến khi Chúa qua đời vào 3 năm sau (1767) có di ngôn lại muốn cùng bà Chính phi chôn cùng một huyệt. Khi Chúa mất, quan tài quàn ở cung Tây Hồ, rồi xong việc tang lễ đến tháng 4 năm 1768 thì đưa xuống thuyền về chôn ở núi Chân Tiên thuộc xã Trịnh Điện, huyện An Định. Tục truyền khi quan tài được đưa đi, Trịnh Sâm trông thấy bà Nguyễn Mậu ngồi thuyền đi xuôi theo dòng sông, đến gần thuyền chở quan tài Ân vương thì không trông thấy nữa. Bèn lên bờ sông lạy để tống tiễn, rất là thương cảm. Đến năm 1783 đời chúa Trịnh Tông thì phần mộ của Trịnh Doanh và bà Chính phi được dời sang xã Kim Thành cùng huyện.

## Đánh giá
Sách Khâm định Việt sử thông giám cương mục của nhà Nguyễn có dẫn lời phê của vua Tự Đức trách Nguyễn thị đã không bảo vệ cho con rể mình là Thái tử Vĩ sau khi ông bị Trịnh Sâm hãm hại
Đến cả Nguyễn Thị là mẹ Trịnh Sâm cũng không nói một lời để giải cứu, thế thì bụng dạ Nguyễn Thị ra thế nào? Thà rằng trước kia đừng phân biệt chỗ ngồi lại còn hơn
Xét thấy Tự Đức đã nhầm lẫn bà Chính phi Nguyễn Thị Ngọc Vinh với bà Thứ phi Nguyễn Đình Thị Diễm (mẹ đẻ của Trịnh Sâm) vì 2 bà cùng mang họ Nguyễn. Bà Thứ phi (thời Trịnh Sâm lên ngôi thì tôn làm Thái phi) là người ủng hộ phế truất Thái tử Vỹ và đưa Hoàng tử thứ 5 là Duy Cận lên làm Thái tử; trong khi bà Vinh đã chết trước đó tận 5 năm thì làm sao có thể can ngăn Trịnh Sâm được nữa.
Chúa Trịnh Doanh có viết bài thơ dành tặng cho Chính cung, trích trong phần Nhàn gia chi tắc của quyển Càn Nguyên ngự chế thi tập.

## Mộ phần
Hiện nay mộ phần của Nghị Tổ Ân vương Trịnh Doanh và Chính phi họ Nguyễn Mậu (cách mộ Chúa khoảng 200 mét) vẫn còn tại Làng Vàng, xã Yên Thịnh, huyện Yên Định, tỉnh Thanh Hóa. Cho đến trước năm 2018, do những tàn phá của thời gian và hoàn cảnh thiếu chăm sóc đã khiến phần mộ của hai vị xuống cấp nghiêm trọng.
Để ghi nhớ công lao to lớn của chúa Trịnh Doanh đối với đất nước, vào năm 2018, lãnh đạo Sở Văn hóa, Thể thao và Du lịch, huyện Yên Định cùng Hội đồng họ Trịnh Việt Nam và cùng đông đảo nhân địa phương đã tiến hành xây dựng lại khu lăng mộ được khang trang hơn. Công trình được nghiên cứu thiết kế quy hoạch trên khu đất có diện tích rộng gần 4,0 ha; với 10 hạng mục công trình kiến trúc gồm: phần mộ của Trịnh Doanh, phần mộ của Chính phi Nguyễn Mậu, nhà thờ, nhà khách, nhà trưng bày, tam quan, hồ bán nguyệt, khuôn viên cây cảnh, cây xanh bóng mát, đường giao thông, đường dạo và đèn cao áp chiếu sáng... Giai đoạn 1 của dự án được khởi công ngày 15 tháng 9 năm 2018 và đã khánh thành ngày 22 tháng 3 năm 2019.

### Danh mục nguồn
- Nhiều tác giả (2018). Viện nghiên cứu Hán Nôm (biên tập). Đại Việt sử ký tục biên, (1676-1789). Ngô Thế Long; Nguyễn Kim Hưng biên dịch. Nguyễn Đổng Chi giới thiệu. Hà Nội: Nhà xuất bản Hồng Đức. ISBN 9786048948252. OCLC 1090903281.
- Quốc sử quán triều Nguyễn (1998). Khâm định Việt sử Thông giám cương mục (PDF) (pdf). Hà Nội: Viện Sử học.
- Không rõ tác giả (1927–1928). "Trịnh thị thế gia". Tạp chí Nam Phong.{{Chú thích tạp chí}}:  Quản lý CS1: định dạng ngày tháng (liên kết)
- Phạm Đình Hổ (1906). Vũ trung tùy bút. OCLC 1347348493.

- Quách Tấn, Nét bút giai nhân, NXB Hà Nội, 1977
- Nguyễn Ngọc Hiền (2000). Nữ sĩ Việt Nam: tiểu sử và giai thoại cổ-cận-hiện đại. Nhà xuất bản Văn học.{{Chú thích sách}}:  Quản lý CS1: ref trùng mặc định (liên kết)